# چاودار (استان صوفیه)
چاودار (به بلغاری: Chavdar) یک منطقهٔ مسکونی در بلغارستان است که در شهرستان چاودار واقع شده‌است. چاودار  ۱٬۲۵۵ نفر جمعیت دارد و ۵۷۰ متر بالاتر از سطح دریا واقع شده‌است.